# 李贤 (忠勤伯)
李賢（？—1425年），初名醜驢（蒙古語解狼），韃靼人（蒙古族），中書省大都路薊州（今天津薊縣）人，元末明初政治人物、忠勤伯。
李賢曾為元朝工部尚書（一作兵部尚书），洪武二十一年（1388年）歸降明朝。明太祖朱元璋赐给他汉名汉姓（李贤），因他通晓蒙汉文字，授燕府紀善，侍燕世子朱高熾。建文元年（1399年），靖難之役時，有勞績，累遷都指揮同知。后凡塞外表奏及朝廷所降詔敕，均命其翻譯。李賢亦屡次向明成祖陳奏己见，明成祖均採納。洪熙元年（1425年），明仁宗即位后，念其舊勞，進後軍都督僉事，再進右都督。后封忠勤伯。食祿千一百石。